# James Seymour Brett
James Seymour Brett (3 aprile 1974) è un compositore, direttore d'orchestra e arrangiatore inglese.
Ha composto musiche per film e serie televisive, tra cui: Planet 51 e Hex.

## Filmografia parziale

### Cinema
- Planet 51 - film d'animazione, regia di Jorge Blanco (2009)
- Una ragazza a Las Vegas (Lay the Favorite), regia di Stephen Frears (2012)
- È arrivato il Broncio (Here Comes the Grump) - film d'animazione, regia di Andrés Couturier (2018)
- Aspettando Anya (Waiting for Anya), regia di Ben Cookson (2020)

### Televisione
- Hex - serie TV, 13 episodi (2004-2005)
- Crusoe - serie TV, 6 episodi (2008)